# Hokus Pokus Kosteskaft
Hokus Pokus Kosteskaft er en film fra 1971 lavet af Disney-studierne. Den er baseret på en bog af Mary Norton og blev instrueret af Robert Stevenson. Filmen er samme musical-tegnefilm-stil som Mary Poppins. Hovedrollerne spilles af Angela Lansbury og David Tomlinson.

## Handling
Filmen udspiller sig under 2. verdenskrig, hvor London bombes af nazisterne. De tre søskende Chalie, Cindy og Paul bliver sendt i sikkerhed på landet, hvor de bliver indkvarteret hos den ældre Eglantine Price (Lansbury), der ikke ønsker at have dem boende.
Børnene erfarer af Frk. Price er en heks og udnytter denne viden til at afpresse hende. For at få dem til at holde på hemmeligheden fortryller hun en seng, så de sammen kan rejse til en masse spændende steder for at finde den trylleformular, der kan få almindelige objekter til at bevæge sig. På deres rejse møder de bl.a. Professor Emelius Browne (Tomlinson), der påstår at være i besiddelse af en bog med den omtalte formular. Han er dog en bedrager, der kun har halvdelen af bogen. Alligevel bliver han i løbet af eventyre mere og mere interesseret i Frk. Price.

## Sange
Blandt sangene i filmen kan nævnes:
- "The Old Home Guard"
- "The Age of Not Believing"
- "Eglantine"
- "Don't Let Me Down"
- "Portobello Road"
- "The Beautiful Briny" (oprindeligt skrevet til Mary Poppins, men ikke benyttet)
- "Substitutiary Locomotion"
- "A Step In The Right Direction"